# اسقبلة
اسقبلة قرية جبلية جميلة تتبع ناحية قرى مركز بانياس في منطقة بانياس في محافظة طرطوس. تتربع منازلها على جبل مرتفع عن مستوى البحر والقرى المجاورة لها حيث يزيدها جمالاً ورونقاً وتقع شرق مدينة بانياس على طريق القدموس. توجد فيها بلدية ويتجاوز عدد سكانها 7623 نسمة مع قرية الشيباني التابعة لها.